# Pieces
Pieces – ballada pop-rockowa zespołu Sum 41, wydana jako drugi singel pochodzący z ich albumu Chuck (2005, Island Records). Utwór opowiada o człowieku udającym kogoś innego w celu uzyskania ogólnej akceptacji ze strony ludzi go otaczających i na końcu dochodzi do wniosku, że nie jest usatysfakcjonowany swoim stylem życia. Piosenka porusza kwestię zakończenia długo trwającej znajomości między kobietą i mężczyzną.

## Teledysk
Wideo do utworu przedstawia Whibleya śpiewającego piosenkę chodząc po pustej ulicy. Gdy chodzi, obok niego przejeżdżają ciężarówki ukazujące resztę członków zespołu, którzy, według teledysku są utożsamiani z "perfekcyjnymi wakacjami", "perfekcyjną nocą", "perfekcyjną rodziną" i "perfekcyjnym ciałem". Pod koniec teledysku Deryck śpiewa o "perfekcyjnym życiu". Po zakończeniu ostatniego powtórzenia refrenu, teledysk kończy się zostawiając Whibleya z "perfekcyjnym kłamstwem".
W wywiadzie dla magazyny Fuse Whibley powiedział, że końcowe ujęcia teledysku nie były planowane. Zespół jednak zaakceptował je widząc końcowy efekt.
Jocz powiedział w jednym z wywiadów, że zespół chciał, by teledysk był "średnio poważny".

Piosenka mówi o znajomości, niekonieczne jednak z kobietą. Może lepiej będzie, jak będziesz sam, pieprzyć innych. Ostatni singel "We’re All to Blame" był również dobrą piosenką, chcieliśmy jednak nakręcić do niej zabawny teledysk. Co do tego teledysku, nie chcieliśmy zrobić sobie żartu, nie chcieliśmy również robić z niego czegoś śmiertelnie poważnego. Połączyliśmy interesujący teledysk z genialną piosenką.

## Podobieństwo z "The Scientist"
"Pieces" zawiera podobny układ akordów oraz jest napisana w tym samym układzie co hit zespołu Coldplay, "The Scientist". Pomimo kilku różnic z temacie tekstów i stylu śpiewania, fani zauważają kilka podobieństw:
- Obie piosenki mają podobny refren i układ wersów
- Załamania i przesterowania następują w obu utworach niemal jednocześnie
- Oba utwory mają łudząco podobną strukturę muzyczną.

Podobieństwo utworów potwierdził profesjonalny mash-up piosenek.